# Ephippiochthonius grafittii
Espèce
Synonymes
- Chthonius grafittii Gardini, 1981

Ephippiochthonius grafittii est une espèce de pseudoscorpions de la famille des Chthoniidae.

## Distribution
Cette espèce est endémique de Sardaigne en Italie. Elle se rencontre dans la grotte Grotta di Molafà à Sassari, dans la grotte Grotta del Diavolo o dell’Inferno à Muros, dans la grotte Grotta Sa Corona ‘e S’Abba à Cargeghe et dans la grotte Grotta di Santa Caterina à Usini.

## Description
Le mâle décrit par Gardini en 2013 mesure 1,9 mm et les femelles de 1,9 à 2,4 mm.

## Étymologie
Cette espèce est nommée en l'honneur de Giuseppe Grafitti.

## Publication originale
- Gardini, 1981 : Pseudoscorpioni cavernicoli sardi 1. Chthoniidae. (Pseudoscorpioni d'Italia, 10). Revue Arachnologique, vol. 3, no 3, p. 101-114.